# Wanda (krater wenusjański)
Wanda – krater na powierzchni Wenus o średnicy 21,7 km, położony na 71,3° szerokości północnej i 323,1° długości wschodniej. Decyzją Międzynarodowej Unii Astronomicznej w 1985 roku został nazwany od popularnego polskiego imienia Wanda.
Krater ten znajduje się w północnej części górskiego łańcucha Akna Montes. Pierwszy raz został zaobserwowany w 1984 roku w trakcie misji Wenera 15 i 16, był również badany przez sondę Magellan. Charakterystyczną cechą krateru jest dużych rozmiarów wzniesienie centralne. Dno krateru Wandy jest gładkie, gdyż zostało pokryte zastygłą lawą. Na zachodni brzeg krateru osunął się materiał łańcucha górskiego.